# Noyauterie
La noyauterie, ou noyautage, est l'atelier où sont fabriqués les noyaux qui sont insérés dans un moule pour former les parties creuses d'une pièce coulée en fonderie.
La noyauterie est une parente du moulage, elle en utilise en partie les techniques en le complétant.

## Secteurs
- Les sableries où sont traités les sables et les mélanges avec les résines et les catalyseurs.

Mélanges utilisés ensuite selon divers procédés en fonction du type de noyaux à obtenir :
- Le moulage : les noyaux, dans les moyennes et grandes entreprises, sont réalisées sur des chantiers semi-automatiques,
  - Procédé boîte chaude : le noyau est moulé dans un outillage chauffé et le durcissement s'achève hors de la machine,
  - Procédé boîte froide ou Ashland : le noyau est durci par l'action d'un gaz (CO2),
  - Procédé Croning : le noyau est cuit et durci dans la machine.

- Le contrôle et poteyage : les noyaux sont tous contrôlés avant départ pour l'atelier de moulage afin d'éviter les « rebuts » à la coulée. Le poteyage consiste à protéger le noyau de l'attaque du métal en fusion et à favoriser le fluidité et l'aspect de la pièce.